# Solon Springs (hrabstwo Douglas)
Solon Springs – wieś w Stanach Zjednoczonych, w stanie Wisconsin, w hrabstwie Douglas, położona na zachodnim brzegu jeziora Upper Saint Croix.